# Luy
Luy – rzeka we Francji, przepływająca przez teren departamentu Landy, o długości 154,5 km. Stanowi lewy dopływ rzeki Adour.